# Jiřina Rainerová
Jiřina Rainerová (1. srpna 1921 – ???) byla česká a československá politička Komunistické strany Československa a poúnorová poslankyně Národního shromáždění ČSR.

## Biografie
V roce 1948 se uvádí jako tajemnice KSČ a členka ústředního národního výboru, bytem Praha XVI. V roce 1949 zastávala funkci krajské vedoucí žen KSČ.
Ve volbách roku 1948 byla zvolena do Národního shromáždění za KSČ ve volebním kraji Praha-venkov. V parlamentu setrvala do ledna 1953, kdy rezignovala a nahradila ji Marie Sklenářová.